# Zenon fra Elea
Zenon fra Elea (oldgræsk: Ζήνων ὁ Ἐλεᾱ́της; 490-425 f.v.t.) var en førsokratisk græsk filosof og matematiker fra Elea i Syditalien og et medlem af den Eleatiske Skole grundlagt af Parmenides. Aristoteles kaldte ham for opfinderen af dialektikken. Han er mest kendt for sine paradokser, som Bertrand Russell beskrev som "umådeligt subtile og dybe", hvoraf det mest kendte er paradokset om Achilleus, der løber om kap med en skildpadde.

## Liv
Der vides ikke meget med sikkerhed om Zenons liv. Selvom den blev skrevet næsten et århundrede efter Zenos død, er Platons Parmenides den primære kilde til biografiske oplysninger om Zenon, og han nævnes også i Aristoteles' Fysik. Platon beskriver et besøg i Athen af Zenon og Parmenides, på et tidspunkt, hvor Parmenides er "omkring 65", Zenon er "næsten 40" og Sokrates er "en meget ung mand". Hvis man antager en alder for Sokrates på omkring 20 og tager datoen for Sokrates' fødsel som 469 f.v.t, giver en omtrentlig fødselsdato for Zenon ved 490 f.v.t. Platon siger, at Zenon var "høj og smuk at se på" og var "i sine ungdoms dage ... rapporteret at have været elsket af Parmenides". Andre måske mindre pålidelige detaljer om Zenos liv er givet af Diogenes Laërtius i hans Liv og Udtalelser fra Fremtrædende Filosoffer, hvor det rapporteres, at han var søn af Teleutagoras, men den adopterede søn af Parmenides, var "dygtig til at argumentere begge sider af enhver spørgsmål, den universelle kritiker ", og at han blev anholdt og måske dræbt af en tyran fra Elea.
Zenon sammensværgede ifølge Diogenes Laërtius at vælte Tyranen Nearchos. Til sidst blev Zenon arresteret og tortureret. Ifølge Valerius Maximus nægtede Zenon, da han blev tortureret for at afsløre navnet på sine kolleger i sammensværgelse, at afsløre navnene på sine medsammensvorne, selvom han sagde, at han havde en hemmelighed, som ville være en fordel for Nearchos at høre. Da Nearchos lænede sig ind for at lytte til hemmeligheden, bed Zenon ham i øret. Han "slap ikke, før han mistede livet, og tyrannen mistede den del af hans krop." I Mænd med Samme Navn sagde Demetrius, at næsen i stedet blev bidt af. Ifølge Suda fra det tiende århundreder forlyder forløbet således: mens "Zeno blev afhørt af ham, tog han sin egen tunge mellem tænderne, gnavede den af og spyttede den på tyrannen", og "bagefter blev han kastet i en morter, knust og slået til en masse".
Zenon kan også have interageret med andre tyranner. Ifølge Laërtius, Heraklides Lembos og Satyros fra Kallatis skete disse begivenheder mod Diomedon i stedet for Nearchos. Valerius Maximus fortæller om en sammensværgelse mod tyrannen Falaris, men dette ville være umuligt, da Falaris var død, før Zenon overhovedet var blevet født. Ifølge Plutarch forsøgte Zenon at dræbe tyrannen Demylos. Efter at have fejlet havde han "med sine egne tænder bidt sin tunge af, og han spyttede den i tyrannens ansigt".